# Бабенко Світлана Сергіївна
Світлана Сергіївна Бабенко (нар. 26 липня 1976) — українська вчена-соціолог, кандидат соціологічних наук, доцент кафедри соціології Київського національного університету імені Тараса Шевченка, керівниця та засновниця магістерської освітньої програми Гендерні студії, авторка праць із соціальних нерівностей, координатор академічної мобільності факультету соціології. Член Міжнародної соціологічної асоціації, Європейської соціологічної асоціації (ESA), Соціологічної асоціації України (САУ).

## Освіта і професійна діяльність
1993 р. — закінчила середню школу № 9 за спеціалізацією психології та соціології у місті Харків.
1993—1998 рр. — навчалась у Харківському національному університеті імені В. Н. Каразіна (отримала диплом спеціаліста у сфері «Прикладна соціологія» з відзнакою).
Березень — червень 1998 — була керівницею соціологічного проєкту за програмою «Жінка у політиці» Харківського відділення Всеукраїнського жіночого фонду у місті Харків.
1998—1999 рр. — здобувала ступінь магістра у російсько-британському університеті «Московська вища школа соціальних і економічних наук». Отримала диплом магістра соціології Манчестерського університету у Великій Британії.
березнь 2000 — червень 2009 рр. — була молодшим, старшим науковим співробітником у лабораторії соціологічних досліджень факультету соціології Харківського національного університету ім. В. Каразіна.
1999—2003 рр. — навчалася на аспірантурі в Харківському національному університеті імені В. Н. Каразіна.
1 липня 2002 — 1 лютого 2003 рр. — була провідним спеціалістом відділу політичного аналізу і прогнозування управління з питань внутрішньої політики Харківської обласної державної адміністрації.
березень 2002 — серпень 2005 рр. — була старшим викладачем кафедри соціології у Харківському національному університеті ім. В.Каразіна.
2004 р. — захистила дисертацію на тему «Соціокультурний потенціал трансформації пострадянського суспільства».
2005 р. — отримала диплом кандидата соціологічних наук.
15 вересня 2005 — 15 листопада 2005 р. — учасниця програми жіночих студій Університету науки та технології штату Айова, у США, проекту «Розвиток програм гендерних студій. Партнерство університетів у вдосконаленні навчальних програм».
вересень 2005 — серпень 2009 рр. — була доцентом кафедри політичної соціології Харківського національного університету ім. В.Каразіна.
жовтень 2006 — вересень 2008 рр. — була старшим науковим співробітником відділу соціальних структур Інституту соціології НАН України у місті Києві.
2008—2011 рр. — вчилася в докторантурі Київського національного університету імені Тараса Шевченка.
2009-2023 рр — є доцентом факультету соціології Київського національного університету імені Тараса Шевченка. Керівниця магістерської освітньої програми Гендерні студії; координатор академічної мобільності факультету соціології.
квітень-серпень 2022 — запрошена дослідниця кафедри соціології та кафедри гендерних студій Лундського університету, Швеція
З 1 вересня 2022 р. — дослідниця Інституту досліджень міграції, різноманіття та добробуту університету Мальмо, доцент кафедри Глобальних політичних студій університету Мальмо, Швеція.

## Основні публікації
- Babenko Svitlana. Sociology of Gender. Learning package for students in Specialty 054 Sociology, master educational level. – Kyiv, 2022. - 33 p. © Бабенко С. https://sociology.knu.ua/sites/default/files/newsfiles/nmk_sociology_of_gender_en_babenko.pdf
- Kutsenko O., Bagieva E., Babenko S. De-Othering Politics and Practices of Forced Migrants in Modern Society/ Ideology and Politics  Journal . 2(16) 2020, pp.62-82 https://www.ideopol.org/wp-content/uploads/2020/10/ENG.-1.5.-Kutsenko-Bataeva-Babenko.pdf
- Бабенко С.Як написати академічний навчальний текст: короткий довідник для студентства факультету соціології [Архівовано 13 квітня 2019 у Wayback Machine.]. Електронне видання. К.: ВПЦ «Київський університет». 2016. — 32 с.
- Бабенко С.С. Сравнительное измерение социальной цены постсоветской трансформации Восточноевропейского пограничья (Украина, Беларусь, Молдова) / Бабенко С.С. // Перекрестки (Журнал исследований восточноевропейского пограничья) № 3-4, 2011.
- Abbot P., Babenko S. Haerpfer C., Wallace C, Socio-economic Influences on Health in the Commonwealth of Independent States// Методологія, теорія та практика соціологічного аналізу сучасного суспільства: Збірник наукових праць. – Випуск16. – Харків: ХНУ імені В.Н.Каразіна, 2010. – С. 560-568.(на англ.) [Аббот П., Бабенко С., Воляс К., Херпфер К. Влияниесоциально-экономических факторов на здоровье в  странах СНГ]
- Бабенко Світлана. Соціальна нерівність в оцінках населення України (за результатами міжнародного дослідження ISSP 2009 року) / За ред. О. Іващенко. – К.: Інститут соціології НАН України, Київський міжнародний інститут соціології, Інститут політики, Центр «Соціальні індикатори», 2009. – 44 с.
- Babenko S. Life-Course Strategies of Crimean-Tatars Elite. In InterEthnic Integration in Five European Societies (Ed. Nikolai Genov). - Hamburg: Kramer. 2008. pp. 155–166.
- Бабенко С., Малес Л., Харченко О., Червінька Т. На шляху до гендерної рівності(досвід проведення гендерого аудиту на факультеті соціології Київського національного університету імені Тараса Шевченка)] [Архівовано 16 квітня 2019 у Wayback Machine.] \\ Вісник Київського національного університету імені Тараса Шевченка. Серія Соціологія 1(7)2016. С. 59-64.
- Бабенко С., Сорока Ю., Малес Л. та ін. Смислові перспективи навчання \ викладання: студентоцентрована освіта" в журналі « \\ Соціологія, методи, маркетинг» № 3, 2014.
- Бабенко С. С. Соціальне сприйняття життєвого успіху: соціокультурна проекція соціальних нерівностей / Бабенко С.С // Вісник Харківського національного університету імені В. Н. Каразіна [Текст]. — Х. : ХНУ ім. В. Н. Каразіна. — № 999, вип. 30. — 2012. — (Соціологічні дослідження сучасного суспільства: методологія, теорія, методи). — C. 99-108.
- Бабенко С. С., Кришталь А. Б. Здоров'я молодої людини крізь призму соціальної нерівності // Молодіжна політика: проблеми і перспективи. Збірник матеріалів VIII Міжнародної науково-практичної конференції 20-21 травня 2011 року. — Дрогобич: Редакційно-видавничий відділ ДДПУ, 2011 р. — С.353-357.
- Бабенко С. Соціальні нерівності у міжнародному вимірі соціології: дебати та результати досліджень [Архівовано 13 квітня 2019 у Wayback Machine.] // Вісник Київського національного університету імені Т.Шевченка. — 2010 — № 1-2.
- Бабенко С. Інтелектуальні виклики сучасного суспільства: соціолог між покликанням та визнанням // Соціолог між покликанням та визнанням. Матеріали міжнародних читань пам'яті Н. В. Паніної \ за наук.ред О. Г. Стегнія. — К.:Інститут соціології НАН України, 2010. — с. 46-62.
- Бабенко С. С. Динаміка соціально-економічних нерівностей в Україні: масове сприйняття та структурні перетворення // Методологія, теорія і практика соціологічного аналізу сучасного суспільства: Збірник наукових праць. — Харків, Вид. центр Харківського національного університету імені В. Н. Каразіна, 2009. — С. 418—424.
- Бабенко С. С. Соцієтальна інтеграція в теоретичному дискурсі соціології: від структурних нерівностей до соціокультурних зв'язків // Проблеми розвитку соціологічної теорії: соціальна інтеграція та соціальні нерівності в контексті сучасних суспільних трансформацій. / Під заг. ред. О. Д. Куценко, В. І. Судакова. — Київ: ВПЦ «Київський університет», 2009. — С. 79-87.
- Куценко О., Бабенко С. Европейские представления и различения: сравнительные исследования в усовершенствовании преподавания социологии // Социология: теория, методы, маркетинг. — 2009, No. 4. — с. 186—194.
- Бабенко С. С. Соціокультурний механізм динаміки соціальних нерівностей: обґрунтування концепції // Методологія, теорія і практика соціологічного аналізу сучасного суспільства: збірник наукових праць. — Харків, Вид. центр Харківського національного університету імені В. Н. Каразіна, 2008. — С.46-50.
- Бабенко С., Николко М. Между традицией и постмодерном: Глокализация в повседневности крымской деревни // Сельские метаморфозы: Сб. статей /Под ред. А. А. Касьяновой. — Краснодар: ИД «Дедкофф», 2008. — С. 133—152.
- Бабенко С. С. Соціокультурна трансформація між традицією та постмодерном: практики життєвого успіху // Вісник Харківського національного університету імені В. Н. Каразіна. Сер.: Соціологічні дослідження сучасного суспільства: методологія, теорія, методи. — 2008. — № 795. — С.29-36.
- Бабенко С. С. Структурна трансформація й успішні практики повсякдення: глокалізація на сільський манер (за результатами досліджень у Криму) // Вісник Львівського університету. Серія соціологічна. — Львів: ЛНУ ім. Ів. Франка. — 2008. — Вип. 2. — С. 35-44.
- Бабенко С. С. Порівняльний соціологічний аналіз посткомуністичних трансформаційних процесів (програма магістерського курсу) // Соціологія: теорія, методи, маркетинг. — 2007. — № 4. — С.180-201.

## Нагороди
2004 р. — «Премія за досягнення в навчально-просвітницьких проектах у 2002—2004 роках» за проектом «Громадянська освіта». Білорусі, Україні, Молдові.
2007 р. — «Кращий молодший соціолог року» Соціологічного фонду Н. В. Паніна.
2017 р. — «Кращий викладач Київського національного університету імені Тараса Шевченка, соціологічний факультет».